# Osterøy
Ne doit pas être confondu avec Osterøy (île).

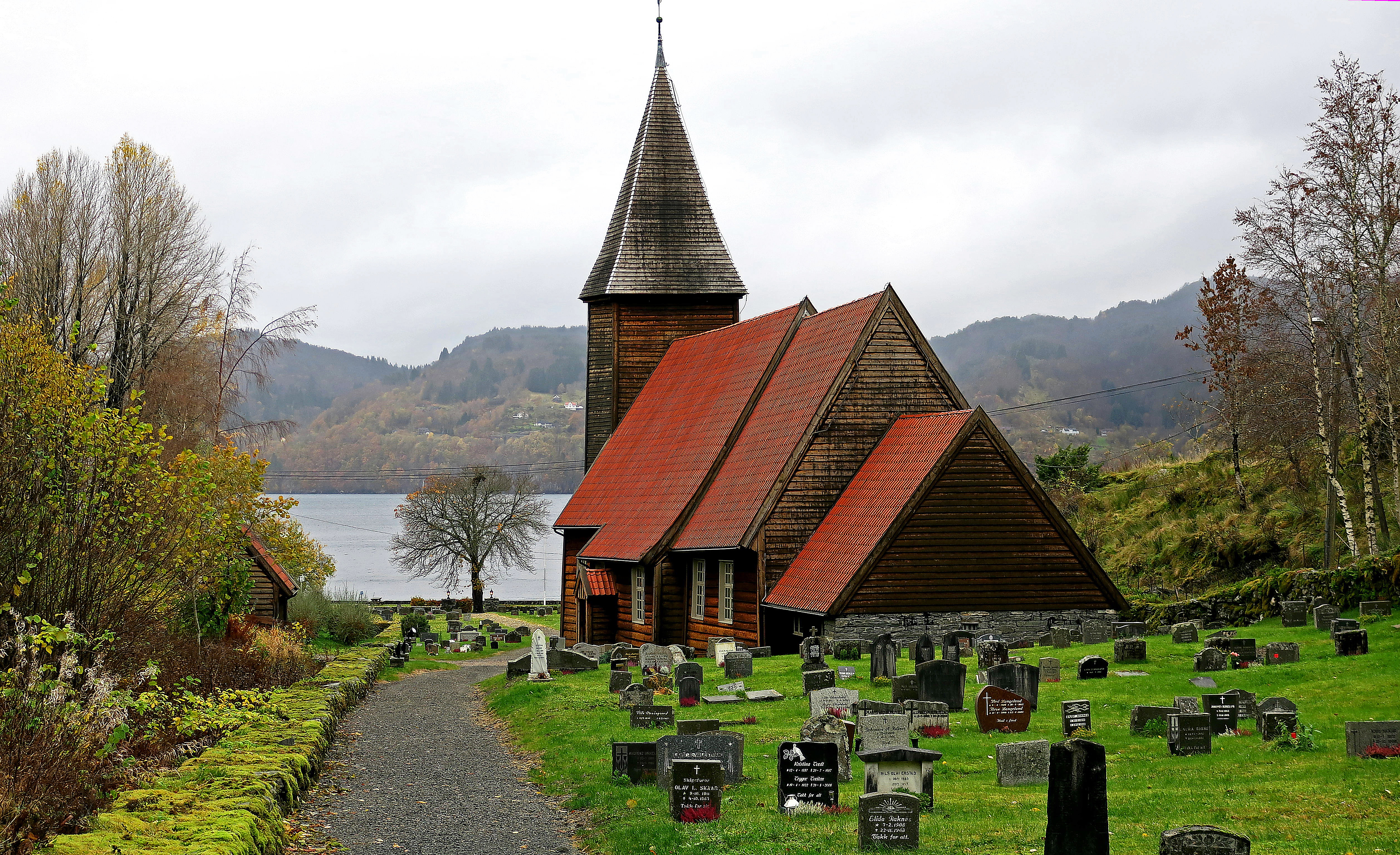
Hamre kirke, à Osterøy. Octobre 2019.

Osterøy est une kommune limitrophe de Bergen, dans le comté de Vestland, en Norvège. Elle comptait 7 224 habitants en 2006.